# سيدريك ويتمان
سيدريك ويتمان (بالإنجليزية: Cedric H. Whitman)‏ هو عالم لغوي كلاسيكي وشاعر أمريكي، ولد في 1 ديسمبر 1916 في بروفيدنس في الولايات المتحدة، وتوفي في 5 يونيو 1979 في كامبريدج في الولايات المتحدة.